# Greg K
Gregory Kriesel, alias Greg K, est un musicien américain né le 20 janvier 1965 à Glendale en Californie aux États-Unis. Membre fondateur du groupe The Offspring créé en 1984 avec Dexter Holland, et originellement nommé Manic Subsidal, il y a officié jusqu'en 2018 en tant que bassiste et support de voix pendant les chœurs.

## Équipement
Gregory Kriesel joue au médiator sur une guitare basse Ibanez ATK 300 personnalisée. Sur quelques-uns de ces modèles, il a ajouté des diodes de couleur rouge sur les frettes principales. Cet accessoire est notamment utilisé lors de l'introduction de la chanson Bad Habit.
Sur le single You Will Find a Way de 2011, il utilise une Fender Precision de série américaine avec la possibilité de passer les cordes à travers le corps (derrière le chevalet) pour gagner en sustain.

## Activités
Greg K passe beaucoup de son temps à jouer au golf, son passe-temps favori, et pratique du base jump, il collectionne aussi quelques objets, notamment les chapeaux tyroliens.